# Quenites
Els quenites foren una tribu seminòmada, segurament part del grup dels madianites que vivien al Sinaí i sud de Judà. Eren un poble de pastors i ferrers. El sogre de Moisès, Hobab, pertanyia a aquest grup. Per concessió de David, van poder viure en part del territori que abans fou dels amalequites i van acabar fusionats amb la resta dels jueus. Un grup anomenat els recabites és considerat pertanyent al grup dels quenites. El seu ancestre mític seria Caín. Es creu que el déu Jahvé fou inicialment una divinitat dels quenites dels que després va passar als jueus.